# Psapharochrus noguerai
Psapharochrus noguerai är en skalbaggsart som först beskrevs av Chemsak och Hovore 2002.  Psapharochrus noguerai ingår i släktet Psapharochrus och familjen långhorningar. Inga underarter finns listade i Catalogue of Life.